# Difesa Corn Stalk
La difesa Corn Stalk, chiamata anche difesa Ware è un'apertura scacchistica di gioco semiaperto caratterizzata dalle seguenti mosse:
1. e4 a5

## Continuazioni
Anche se è poco studiata, fra le varie continuazioni:
- 2 d4 e6 3 Cf3 Cf6 4 e5 Ce4 5 Ad3 d5 6 0-0 Cc6 7 Te1 f5 8 exf6 Cxf6 9 a3 Ae7 10 c4 0-0 11 Cc3 dxc4 12 Axc4 Cd5 13 Dd3
- 2 d4 g6 3 Cc3 d6 4 Ag5 Cf6 5 Cf3 Ag7 6 e5 Cfd7 7 exd6 cxd6 8 Ab5 0-0 9 0-0 Cf6 10 Te1 Ad7 11 De2 Te8 12 Axf6 Axf6 13 Axd7 Cxd7 14 Db5
- 2 d4 b6 3 Cc3 Ab7 4 Cf3 Cf6 5 Ad3 Ca6 6 a3 e6 7 0-0 Ae7 8 e5 Cd5 9 Cb5 g5 10 g3 Ac6 11 c4 Axb5 12 cxb5 Cb8 13 Cd2 d6 14 Cc4
- 2 Cf3  d6 3 Cf3 Cf6 4 d4 g6 5 Af4 Ag7 6 Ae2 0-0 7 0-0 Cc6 8 d5 e5 9 Ae3 Ce7 10 Dd2 Ad7 11 Dd3 Ch5 12 g3 Dc8 13 Tfe1 f5 14 Ch4